# Liechtensteiner Cup 1953/54
Der Liechtensteiner Cup 1953/54 (offiziell: Aktiv-Cup) war die neunte Austragung des Fussballpokalwettbewerbs der Herren in Liechtenstein. Die Ergebnisse der Spiele sind erst ab dem Halbfinale bekannt. Der FC Vaduz konnte seinen im Vorjahr gewonnenen Titel erfolgreich verteidigen.

## Halbfinale
|            | Ergebnis |            |
| ---------- | -------- | ---------- |
| FC Schaan  | 3:7      | FC Vaduz   |
| FC Triesen | 2:0      | FC Balzers |

## Finale
Das Finale fand am 5. September 1954 in Vaduz statt.
| Datum      |          | Ergebnis |            |
| ---------- | -------- | -------- | ---------- |
| 05.09.1954 | FC Vaduz | 1:0      | FC Triesen |